# Gemeine Wespenschwebfliege
Die Gemeine Wespenschwebfliege (Chrysotoxum cautum) ist eine Fliege aus der Familie der Schwebfliegen (Syrphidae).

## Merkmale
Die Fliegen erreichen eine Länge von 10 bis 15 Millimetern. Sie sind relativ groß und haben starke Ähnlichkeit mit einer Wespe. Die schwarzen Fühler sind nach vorne ausgestreckt, die ersten beiden Glieder sind etwa gleich lang wie das dritte. Der Hinterleib ist behaart und zeigt vier gelbe, bogenförmige Fleckenpaare, die mittig schwarz getrennt sind. Bauchseitig tragen die Segmente zwei bis vier weitere schräge, gelbe Fleckenpaare am Vorderrand eines jeden Segments. Das Mesonotum ist schwarz und zeigt beidseits der Mitte je eine helle Längslinie, die mehr oder weniger deutlich bis fast zum Schildchen (Scutellum) ausgebildet ist. Dieses schimmert mittig bräunlich und ist zudem braun behaart. Die Beine sind gelb, die Femora der ersten beiden Beinpaare sind rot und an der Basis dunkel. Die Männchen besitzen am Ende des Hinterleibs relativ groß ausgebildete Genitalorgane, die bauchseitig bis zum Vorderrand des vierten Segments reichen.

## Lebensweise
Jene Art Schwebfliege erscheint in Europa etwa von Mai bis August und besucht häufig Blüten von Geranien und Giersch. Die Larven leben im Erdboden und ernähren sich zoophag von an Wurzeln lebenden Blatt- oder Schildläusen. Die Art ist am häufigsten im Hügelland zu finden.